# Wonton
Wonton, wantan ou vantan é uma preparação típica da região de Cantão, no sudeste da China e consiste em folhas muito finas de uma massa de farinha de trigo e ovos.  Estas folhas podem ser fritas e servidas, quer como um acepipe, como acompanhamento de um prato, ou como sobremesa;  ou podem ser usadas para fazer pasteis recheados, que podem ser fritos ou cozidos no vapor e servidos como prato principal;   o recheio não necessita sequer ser uma preparação chinesa.

## Sopa de wonton ou van tan

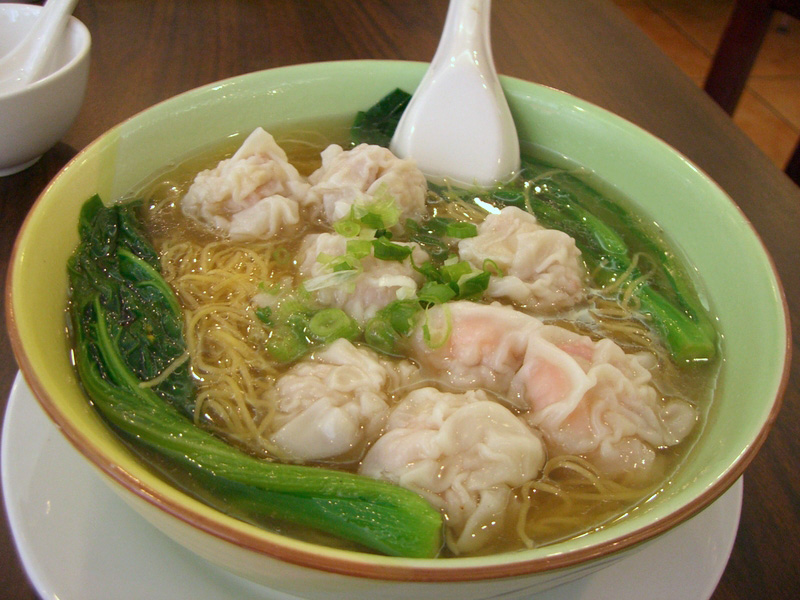
Sopa de wonton com min da Chinatown de Boston, EUA

Outra forma de servir os wontons ou van tan é em sopa, muitas vezes com min e normalmente vegetais chineses, uma preparação que se chama “van tan min” (ou o equivalente noutras transliterações).  Mas os min não são a regra geral: muitas vezes, os wontons são servidos num caldo que pode ter uma base de carne, mas é principalmente uma sopa de vegetais e condimentos chineses. 
Em Hong Kong, a sopa de wonton é servida normalmente com min de farinha de trigo e ovos, muitas vezes feito tradicionalmente e os pasteis recheados com camarão. Numa das receitas, o caldo da sopa é preparado fervendo principalmente a barbatana do tubarão. Noutra receita, o min é servido coberto com um molho de ovos de camarão e os wontons são servidos à parte, num caldo simples. 